# Joseph Hergenröther
Joseph Hergenröther (Würzburg, 15. rujna 1824. – Opatija Mehrerau, 3. listopada 1890.) bio je njemački kardinal i povjesničar.
Bio je sin Johanna Jacoba Hergenröthera, profesora medicine na Sveučilištu u Würzburgu.
Prvo je studirao u Würzburgu, i pohađao tečajeve filozofije dvije godine. Biskup Georg Anton von Stahl poslao ga je na Collegium Germanicum u Rim, gdje međutim, nije mogao dobiti doktorat u teologiji. Nastavio je studij u Münchenu gdje je 1859. stekao magisterij teologije, raspravljajući o tezi doktrine Presvetog Trojstva sv. Grgura Nazijanskoga. Od 1852. do 1879. bio je profesor crkvene povijesti i kanonskog zakona u Würzburgu.
Papa Pio IX. pozvao ga je u Rim 1867., povjerivši mu posao konzultanta za pripremu Prvoga vatikanskoga sabora, gdje je bio vatreni pristaša teze Vijeća i iznio stav protiv povjesničara Johanna Josepha Ignaza von Dollingera, koji će biti izopćen.
Papa Lav XIII. podigao ga je na čin kardinala u Konzervatoriju 12. svibnja 1879. Iste ga je godine, 9. lipnja, papa Lav XIII. imenovao ravnateljem Vatikanskog tajnog arhiva i dopustio mu da otvori arhivu na konzultacije svih znanstvenicima. 
Glavni povijesni rad Hergenröthera je "Opća crkvena povijesna knjiga". Njegov povijesni pristup predložio je vjerno izlaganje činjenica u svojoj objektivnoj istini, bez šutnje na skandalozne epizode.
Umro je 3. listopada 1890. u dobi od 66 godina.